# Cung Gia Hân
Cung Gia Hân (tên tiếng Anh: Katy Kung, sinh ngày 5 tháng 12 năm 1989) là một nữ diễn viên, người dẫn chương trình và người mẫu Hong Kong. Bây giờ cô ấy là một nghệ sĩ hợp đồng quản lý thuộc đài truyền hình TVB.

## Bối cảnh
Cung Gia Hân có một người anh trai, từ nhỏ đã ở cùng ông bà tại Tsuen Wan, còn ba mẹ quản lý 1 nhà máy nhựa ở Thâm Quyến. Cô ấy từng học ở trường Tiểu học Chai Wan Kok Catholic (khóa 18 năm 2001) và trường Trung học Po Leung Kuk Lee Shing Pik, 16 tuổi được bạn bè giới thiệu làm người mẫu ảnh tạp chí, vào năm 2006 thi chuyển cấp sang trường Beacon College. Sau đó 1 năm, từ 2007 đến 2008 học tại Học viện diễn nghệ Hong Kong 2 năm. Năm 2008 tham gia bộ phim của TVB "Đường Đua Chiến Thắng" và sau đó đã ký hợp đồng trở thành nữ diễn viên dưới trướng của đài TVB
Cung Gia Hân lúc học tại tiểu học & trung học từng là thành viên trong ban nhạc hợp ca của trường, vừa tham gia cuộc thi nhảy múa, cô ấy đã từng học múa dân gian phương tây 5 năm, thành thạo Tap dance, Jazz dance, Jazz Funk và múa Latin,... Lúc học trung học, cô ấy đã trở thành người dẫn chương trình cho Cable TV, kênh thể thao i-CABLE Sports và kênh tin tức tài chính i-CABLE Finance Info trong 2 năm, chuyển sang dẫn chương trình "Trendy Trendy"
Sau khi gia nhập TVB, vì có ngoại hình trẻ trung toát ra khí chất thiếu nữ, Cung Gia Hân thường nhận được các vai diễn em gái hoặc thiếu nữ, như vai Cao Nhĩ Nhã trong "Lang Quân Như Ý", Chung Tư Nhã trong "Bếp Lửa Gia đình",... Cho đến những năm gần đây, bắt đầu được nhận những vai tư tưởng thuần thục, độc lập như Hàn Duẫn Nhi trong "Chuyện Tình Sân khấu" và Trình Tư Nhữ trong "Mạc Hậu Ngoạn Gia". Từ khi gia nhập TVB đã là diễn viên luôn được giám chế La Trấn Nhạc dùng, những năm gần đây còn được hai giám chế Lương Tài Viễn và Trần Duy Quán chuyên dùng. Năm 2016, Cung Gia Hân được diễn vai Trình Tư Nhữ trong bộ phim khánh đài Con Rối Hào Môn, nhận được nhiều lời khen từ dân mạng, nhận được những bình chọn trở thành "Nữ phụ xuất sắc nhất" trong Lễ trao giải TVB năm 2016, kết quả không phụ mọi người, trở thành chủ nhân xứng đáng của giải.

## Giai thoại
Lúc cô quay phim "Cuộc Chiến Nữ Quyền" cùng với Trần Khải Lâm, Đàm Khải Kỳ và Thẩm Trác Doanh đã lập nên hội chị em "The Little Wife Club".

## Các phim đã tham gia

### Phim truyền hình
| Năm             | Tên phim                              | Tên phim gốc                                             | Vai diễn                              | Ghi chú                         |
| TVB             |                                       |                                                          |                                       |                                 |
| 2008            | Đường Đua Chiến Thắng                 | 盛裝舞步愛作戰                                           | Mary                                  |                                 |
| 2009            | Bà Nhà Tôi II                         | 老婆大人II (Lão Bà Đại Nhân II)                          | Winnie                                |                                 |
| 2009            | Kẻ Đánh Thuê                          | 絕代商驕                                                 | Châu                                  |                                 |
| 2009            | Hành Động Liêm Chính 2009             | 廉政行動2009                                             | Phương Tử Thuyên (thiếu niên)         |                                 |
| 2010            | Bồ Tùng Linh                          | 蒲松齡                                                   | Mã Phinh Đình                         |                                 |
| 2010            | Tình Taxi                             | 情越雙白線                                               | Trương Hiểu Tình                      |                                 |
| 2011            | Ranh Giới Sinh Tử                     | 隔離七日情                                               | Hà Tiểu Nhân                          |                                 |
| 2011            | Câu Chuyện Gia đình                   | 誰家灶頭無煙火                                           | Chung Tư Nhã                          |                                 |
| 2011            | Tòa án Lương Tâm                      | 怒火街頭 (Nộ Hảo Nhai Đầu)                               | Nhậm Viên Viên                        |                                 |
| 2011            | Đại Nội Thị Vệ                        | 紫禁驚雷                                                 | Phùng Song Hỷ                         |                                 |
| 2011            | Lang Quân Như Ý                       | 我的如意狼君                                             | Cao Nhĩ Nhã                           |                                 |
| 2011            | Thiên Và Địa                          | 天與地                                                   | Bạn gái của Trịnh Chấn Hiên           |                                 |
| 2012            | Quyền Vương                           | 拳王                                                     | Trang Bảo Kỳ (Vicky)                  |                                 |
| 2012            | Con Đường Mưu Sinh                    | 衝呀！瘦薪兵團 (Trùng Nha! Sấu Tân Binh Đoàn)            | Chu Lợi Lợi (Lily)                    |                                 |
| 2012            | Nấc Thang Tình Yêu                    | 天梯 (Thiên thê)                                         | Hạ Thế Văn                            |                                 |
| 2013            | Ngọc Tỷ Kỳ Án/ Bản Lĩnh Đại Thiên Kim | 初五啟市錄                                               | Huỳnh Tiểu Anh                        |                                 |
| 2013            | Thâm Cung Nội Chiến 2                 | 金枝慾孽貳                                               | Bố Nhã Mục Tề Mộc Đô Nhi              |                                 |
| 2013            | Thưa Thầy, Con Hiểu Rồi               | 師父·明白了 (Sư Phụ, Minh Bạch Liễu)                     | Mạc Sầu Tư (thiếu nữ)                 |                                 |
| 2014            | Mái Ấm Gia đình                       | 愛·回家 (Ái Hồi Gia)                                     | Cầu Á Ngọc (Gem)                      | Vai phụ                         |
| 2014            | Người Kế Nghiệp                       | 守業者                                                   | Quan Lệ Quyên                         |                                 |
| 2015            | Chuyện Tình Sân khấu                  | 水髮胭脂                                                 | Hàn Duẫn Nhi (Joe)                    |                                 |
| 2015            | Mái Ấm Gia đình 2                     | 愛·回家 (Ái Hồi Gia)                                     | Lợi Lạc Nhi                           | Vai phụ                         |
| 2015            | Bước Cùng Em                          | 陪著你走                                                 | bà Hà                                 |                                 |
| 2015            | Trương Bảo Tử                         | 張保仔                                                   | Đông Tuyết                            |                                 |
| 2015            | Vô Song Phổ                           | 無雙譜                                                   | Lặc Gia công chủ/ Thời Lai Phong      |                                 |
| 2015            | Đao Kiếm Lưu Tình                     | 刀下留人 (Đao Hạ Lưu Nhân)                               | Chúc Tiểu Mãn                         |                                 |
| 2016            | Con Rối Hào Môn                       | 幕後玩家 (Mạc Hậu Ngoạn Gia)                             | Trình Tư Nhữ (Carmen)                 |                                 |
| 2017            | Ván Bài Định Mệnh                     | 賭城群英會 (Đỗ Thành Quần Anh Hội)                       | Lạc Bích Kỳ (thanh niên)              |                                 |
| 2017            | Những Kẻ Ba Hoa                       | 誇世代 (Khoa Thế Đại)                                    | Thượng Khả Hân (Vivian, Lục tiểu thư) | Thứ chính                       |
| 2018            | Cuộc Chiến Nữ Quyền                   | 平安谷之詭谷傳說 (Bình An Cốc Chi Quỷ Cốc Truyền Thuyết) | Điền Sơ Nhất                          | Thứ chính                       |
| 2019            | Kỳ Án Bao Thanh Thiên                 | 包青天再起風雲 (Bao Thanh Thiên Tái Khởi Phong Vân)      | Tần Hương Liên                        | Diễn xuất đặc biệt (tập 11, 12) |
| 2019            | Câu Chuyện Thời Đại Số                | 堅離地愛堅離地 (Kiên Li Địa Ái Kiên Li Địa)              | Vương Tử Phi (Faye)                   | Vai chính                       |
| 2020            | Bão Táp Gia Nghiệp                    | 大醬園 (Đại Tương Viên)                                  | Diệp Tế Yêu                           | Vai chính phản diện             |
| 2020            | Sát Thủ                               | 殺手                                                     | Dịch Lan (NaNa, Dark Angel)           | Thứ chính                       |
| 2020            | Chuyện tình Hồng Kông                 | 香港愛情故事                                             | Khâu Khải Kỳ (Katy)                   | Vai chính                       |
| 2021            | Thất công chúa                        | 七公主                                                   | Kim Thiến Hân (Josephine)             | Diễn xuất đặc biệt              |
| 2022            | Lời thú tội cuối cùng sau 18 năm 2.0  | 十八年後的終極告白2.0                                    | Thẩm Việt                             | Vai chính                       |
| 2022            | Hỏi trời cao bao nhiêu                | 究竟天有幾高                                             | Trương Ninh                           | Vai chính                       |
| 2023            | Kho báu định mệnh                     | 新四十二章 (Bốn mươi hai chương mới)                     | Chu Huỳnh Kiều                        | Vai chính                       |
| 2023            | Ma nữ si tình                         | 靈戲逼人 (Linh hý bức nhân)                              | Vân Liễu Phương                       | Vai chính                       |
| big big channel |                                       |                                                          |                                       |                                 |
| 2018            | Tây Du Chi Bát Giới Cùng Sa Tăng      | 西遊之八戒與沙僧                                         | Bạn gái Tối Soa                       |                                 |